# Albert Gallatin Wetherby
Albert Gallatin Wetherby (* August 1833 in Pittsburgh, Pennsylvania; † 15. Februar 1902 in Magnetic City, Mitchell County, North Carolina) war ein amerikanischer Malakologe, Mineraloge und Fossiliensammler. Er arbeitete als Professor an der University of Cincinnati und wurde später Geschäftsmann.
Bekannt wurde er durch seine Veröffentlichungen über nordamerikanische Schnecken, Muscheln und lokaler Fossilien. Darunter auch die Erstbeschreibung der Gattung Enoploura, einem ausgestorbenen Stachelhäuter aus dem Silur.

## Biografie

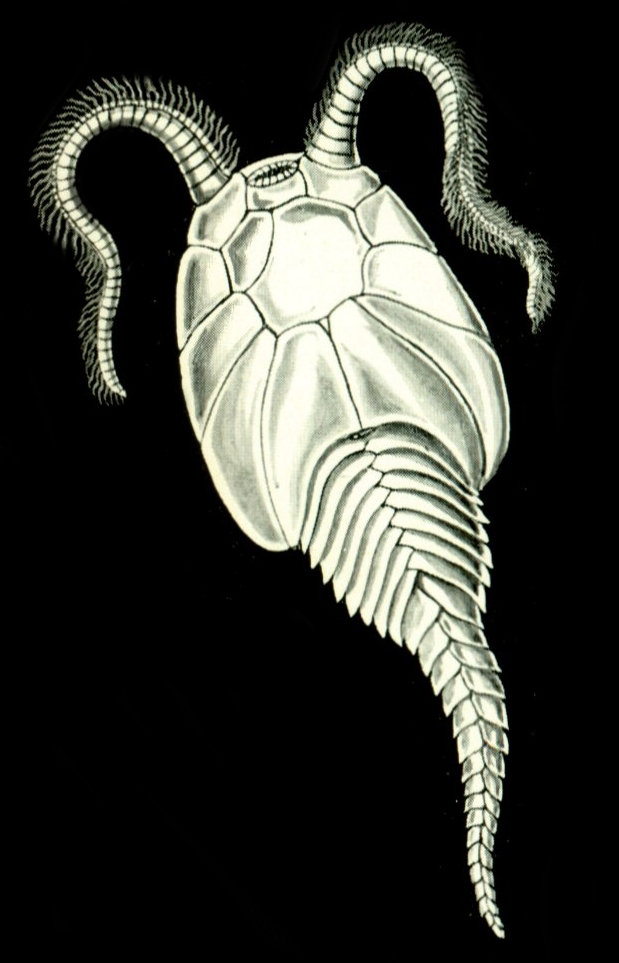
Von Wetherby beschriebenes Fossil der Gattung Enoploura.

A. G. Wetherby jr. wurde 1833 als erster Sohn von A. G. Wetherby und Wilhelmina Pauline Auchentbough geboren. Er hatte drei Brüder und eine Schwester. Als Kind zog er mit seinen Eltern nach Cleveland, Ohio, wo er das College abschloss. Anschließend arbeitete er einige Jahre als Dorfschullehrer und in den Sommermonaten als Farmer. 1861 zog er nach Cincinnati. Dort lernte er seine spätere Frau Mary Frances Voorhees kennen. Er heiratete sie am 18. Juni 1869 und gründete mit ihr eine kinderreiche Familie. Aus der Ehe gingen 5 Jungen und 7 Mädchen hervor.
Ab 1870 arbeitete er als Lehrer an der Woodburn Public School und wurde dort fünf Jahre später Schuldirektor. Seine Leidenschaft galt jedoch immer der Naturgeschichte. Sein Freund George W. Harpner, ein sachkundiger Fossiliensammler, machte ihn auf die Artenvielfalt der amerikanischen Land- und Wasserschnecken aufmerksam, und schon bald wurde Albert Gallatin Wetherby ein Experte für die Systematik der Wirbellosen. In Zusammenarbeit mit ihm entstand 1876 einen Katalog über die einheimische Schneckenfauna in Cincinnati.
1878 fand Wetherby seine Berufung an der University of Cincinnati und wurde Kurator des Universitätsmuseums. Dort stürzte er sich voller Enthusiasmus in seine Studien in Malakologie und Mineralogie. Als Professor der Naturgeschichte verpflichtete er sich zu einem Lehrstuhl in Geologie und Botanik. Zusätzlich zu seinen anderen Aufgaben wirkte er im „Journal of the Cincinnati Society of Natural History“ mit und veröffentlichte darin mehrere Artikel. Darunter auch einige über Fossilienfunde aus der Umgebung, obwohl sein Fachgebiet in der Etymologie lebender Weichtiere lag. Durch die Fehlinterpretation der Gattung Enoploura als Krebstierart zog er den Spott von Henry Woodward vom British Museum of Natural History auf sich. Nach sechs Jahren ständiger Überarbeitung und Differenzen mit Wissenschaftskollegen bekam er einen Burnout und kündigte.
1885 wurde er Generaldirektor der American and European Investment Corporation und zog 1886 nach Magnetic City in North Carolina um. Dort wurde er Verwalter für ein großes Stück Land aus dem Grundbesitz der Roan Mountain Steel and Iron Company. An seinem neuen Wohnort, einen bewaldeten, von hohen Bergen umgebenen Tal, betätigte er sich zusammen mit seiner Frau als Naturforscher und veröffentlichte Artikel über Fossilienfunde und die lokale Fauna.
Er starb am 15. Februar 1902 im Alter von 68 Jahren. Sein Grab befindet sich auf dem Oak Hill Cemetery in Johnson City, Washington County, Tennessee. Anm.

## Werke und Veröffentlichungen
- 1876 – Remarks on the variation in form of the family Strepomatidae with descriptions of new species; erschienen in: Proceedings of the Cincinnati Society of Natural History, No. 1; S. 1–12
- 1876 – Catalogue of the land and fresh water Mollusca, found in the immediate of Cincinnati; in Zusammenarbeit mit George W. Harpner als Hauptautor; O. James Barclay Printing House, Cincinnati, Ohio.
- 1877 – Review of the genus Tulotoma, with remarks on the geographical distribution of the North AmericanViviparidae; erschienen in: The Quarterly Journal of Conchology 1; S. 207–215
- 1878 – Terrestral mollusca of Texas; erschienen in: The American Naturalist 12; S. 184–185
- 1878 – On the deformities of some Tennessee Helices; erschienen in: Journal of the Cincinnati Society of Natural History1; S. 154–158
- 1879 – Notes on some new or little known North American Limnaeidae; erschienen in: Journal of the Cincinnati Society of Natural History 2; S. 93–100[3]
- 1880 – Some notes on American landshells (part 1); erschienen in: Journal of the Cincinnati Society of Natural History 3; S. 33–40
- 1881 – Some notes on American landshells (part 2); erschienen in: Journal of the Cincinnati Society of Natural History 4; S. 323–335
- 1881 – On the geographical distribution of certain fresh-water mollusks of North America, and the probable causes of their variation (part 1); erschienen in: Journal of the Cincinnati Society of Natural History 3; S. 317–324
- 1881 – On the geographical distribution of certain fresh-water mollusks of North America, and the probable causes of their variation (part 2); erschienen in: Journal of the Cincinnati Society of Natural History 4; S. 156–166
- 1882 – Directions for collecting and preparing land and freshwater shells; erschienen in: Journal of the Cincinnati Society of Natural History 5; S. 44–51
- 1882 – The distribution of M. Margaritifera; erschienen in: The American Naturalist 16; S. 675–676
- 1893 – Natural History notes from North Carolina. Notes on some landshells of Roan Mountain and vicinity; erschienen in: Journal of the Cincinnati Society of Natural History 16; S. 87–93
- 1894 – The landshells of Roan Mountain and vicinity, continued. II Jour; erschienen in: Journal of the Cincinnati Society of Natural History 16; S. 209–216
- 1894 – The landshells of Roan Mountain and vicinity, continued. III Jour; erschienen in: Journal of the Cincinnati Society of Natural History 17; S. 66–77
- 1894 – A few notes on Helix appressa; erschienen in The Nautilus 8; S. 14–16
- 1894 – A few notes on Helix tridentata; erschienen in The Nautilus 8; S. 43–45
- 1895 – New records of reversed American Helices; erschienen in The Nautilus 9; S. 49

## Von A. G. Wetherby beschriebene Tiere (Auswahl)
- Lithasia armigera (Say, 1821) – Angitrema angulata (Wetherby, 1872)
- Triodopsis vultuosa (Gould, 1848) – Helix vultuosa copei (Wetherby, 1872)
- Planorbella duryi (Wetherby, 1879) – Planorbis (Helisoma) duryi (Wetherby, 1879)
- † Enoploura Wetherby (Wetherby 1879)
- Helicodiscus fimbriatus (Wetherby, 1881)
- Ariolimax dolichophallus (Mead, 1943) – Ariolimax columbiana hecoxi (Wetherby, 1880)
- Mesomphix perfragilis (Wetherby, 1894) – Zonites perfragilis (Wetherby, 1894)
- Lithasia obovata (Say, 1829) – Lithasia plicata (Wetherby, 1876)
- Elimia plicatastriata (Wetherby, 1876) – Goniobasis plicatastriata (Wetherby, 1876)
- Leptoxis umbilicata (Wetherby, 1876) – Anculosa umbilicata (Wetherby, 1876)